# Au Gagne Petit
Au Gagne-Petit est une ancienne enseigne de grand magasin qui était établi au no 23 de l'avenue de l'Opéra à Paris.
Le magasin est aujourd'hui remplacé par l'enseigne de grande distribution Monoprix. Les éléments restants de la façade décorée sont protégés au titre des monuments historiques depuis le 22 mars 1983.

## Historique
Avant le percement de l'avenue de l'Opéra, un dénommé Bouruet-Aubertot avait ouvert en 1844, au no 22 de la rue des Moineaux, un magasin de toiles appelé Le Gagne-Petit. Il s'agrandit, emploie Ernest Cognacq comme vendeur, puis, lors de la disparition de la rue des Moineaux causée par la création de l'avenue de l'Opéra, édifie en 1878 un grand magasin à la luxueuse façade sise au no 23 de l'avenue.
Comme décoration de la porte principale, qui a été sauvegardée, on observe un bas-relief inspiré d'un tableau de David Teniers le Jeune (1610-1690) qui représente un rémouleur. Le sujet a été inversé et le sculpteur n'a pas signé. Le métier de rémouleur était autrefois considéré comme un gagne-petit.
Les façades et toitures sur rue du bâtiment sont inscrits au titre des monuments historiques par arrêté du 22 mars 1983. 
Une plaque de fondation en marbre vert foncé porte en inscription sur deux lignes la date en chiffres romains : « XXII AOUT / MDCCCLXVII » (22 août 1878).

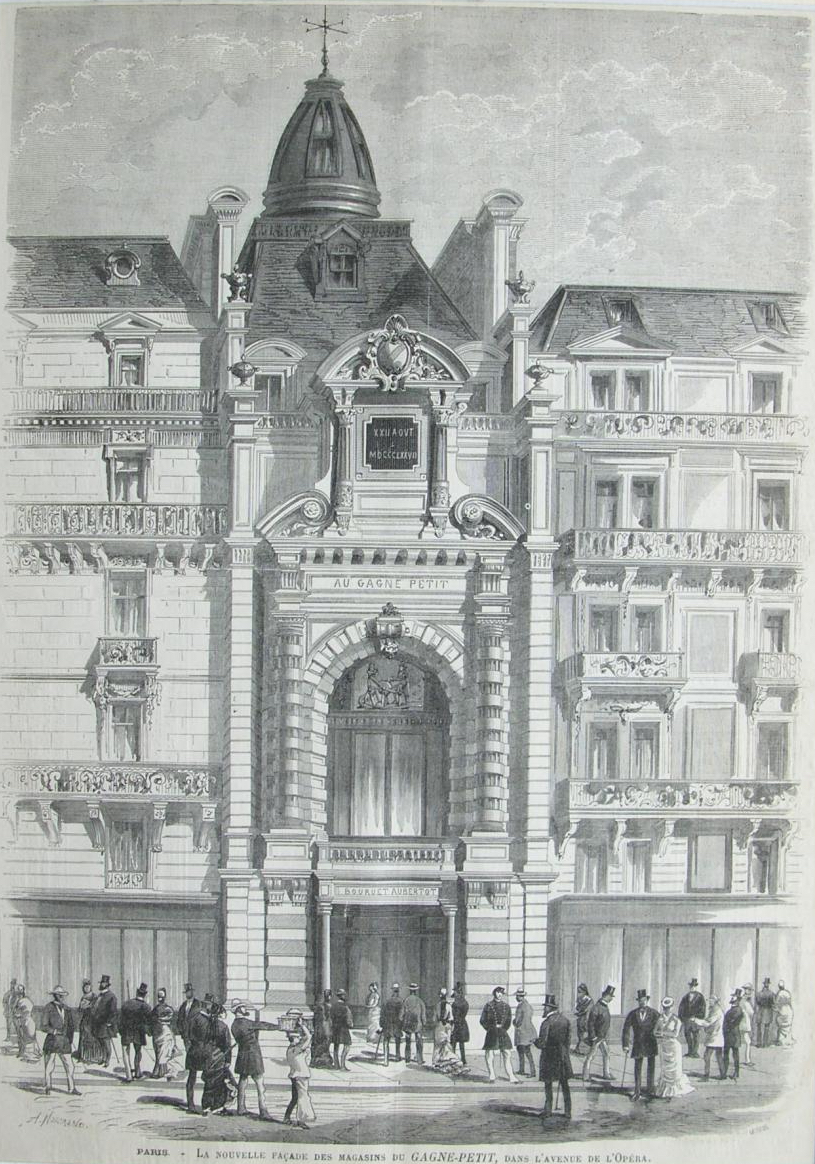
"Paris - La nouvelle façade des magasins du Gagne-Petit, dans l'avenue de l'Opéra" (1878).
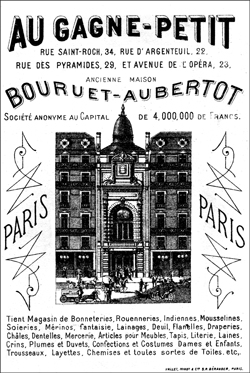
Publicité - Au Gagne Petit - Bouruet-Aubertot.
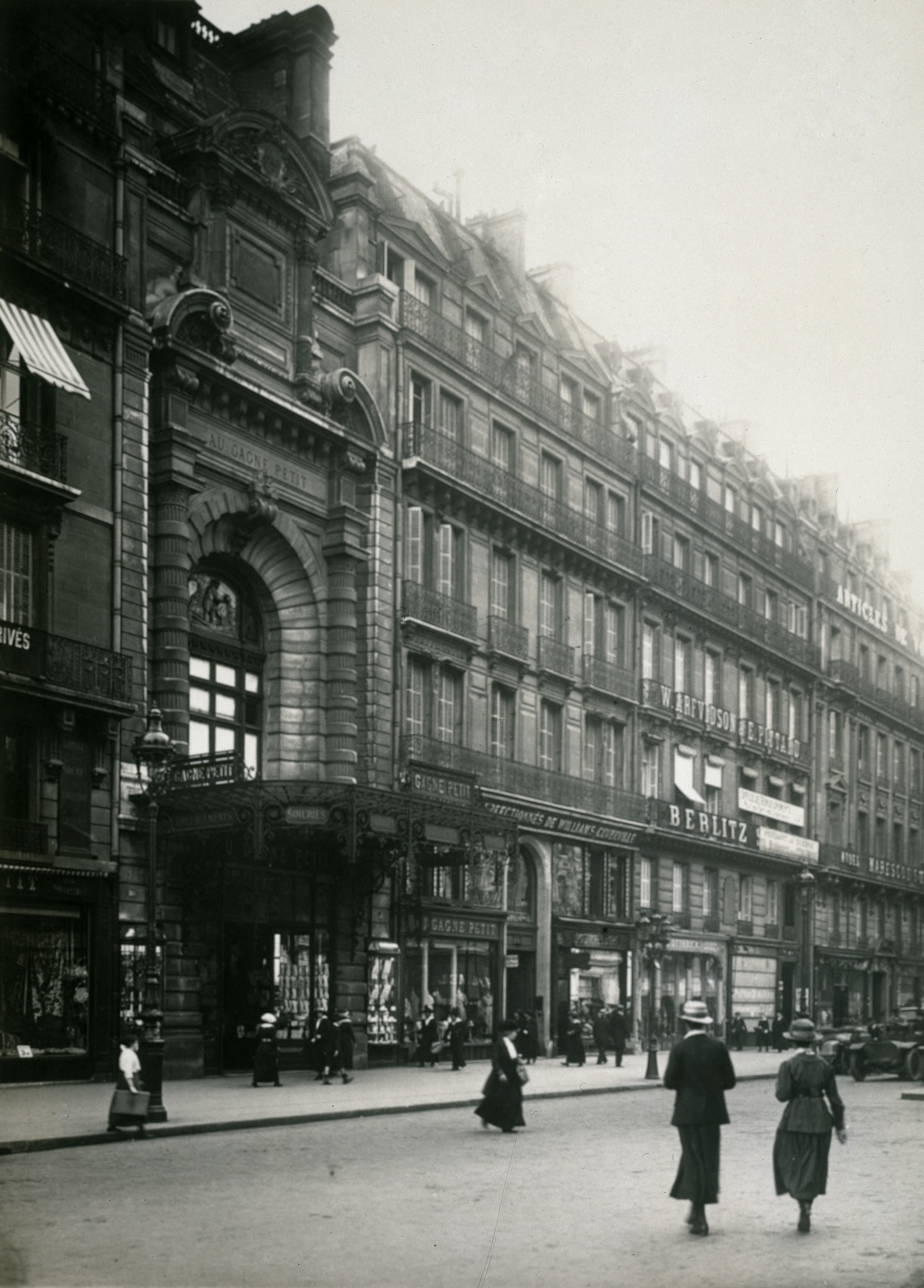
Façade du Gagne Petit, avenue de l'Opéra.
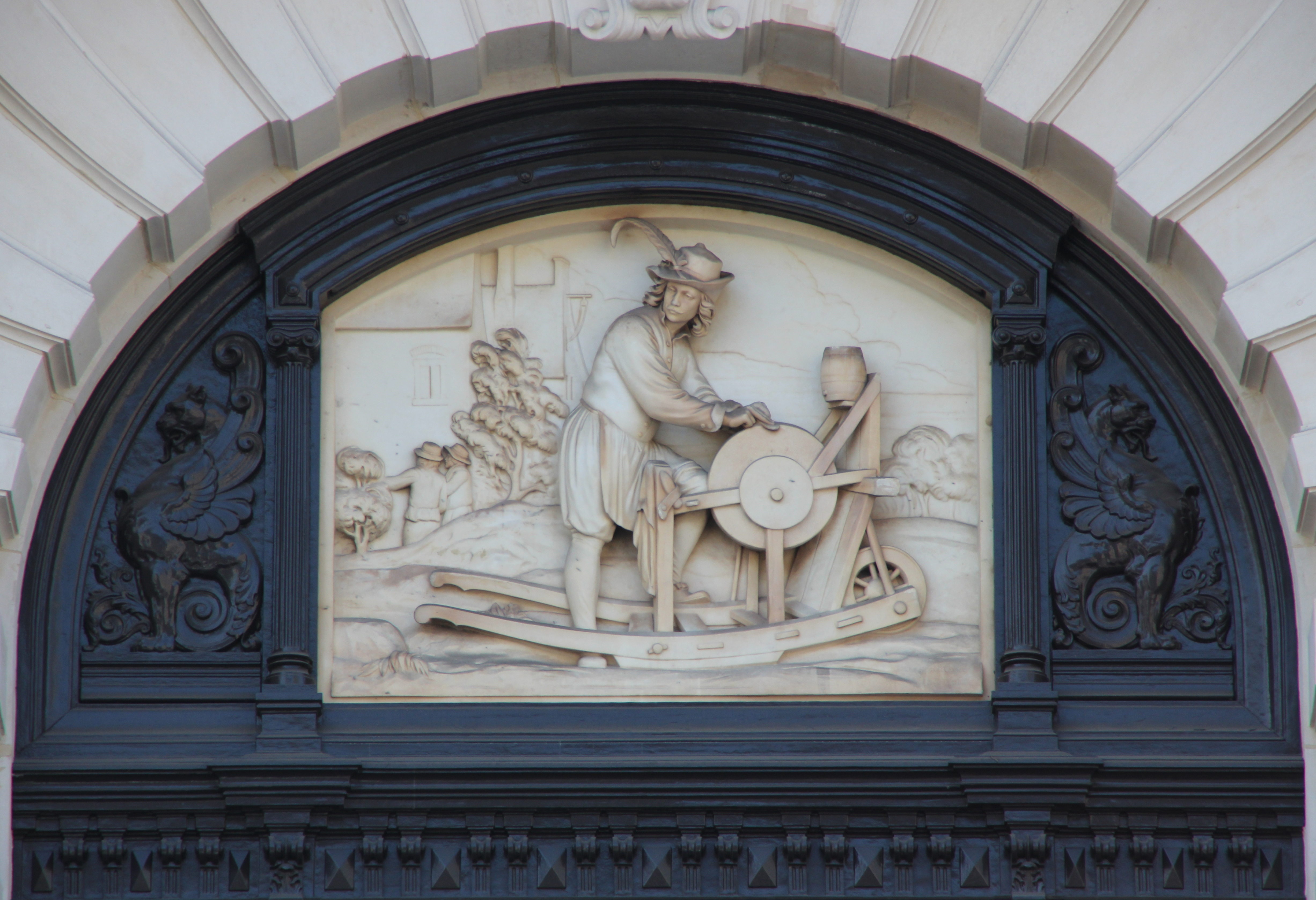
Bas-relief inspiré du tableau de David Teniers le Jeune sur la porte principale.
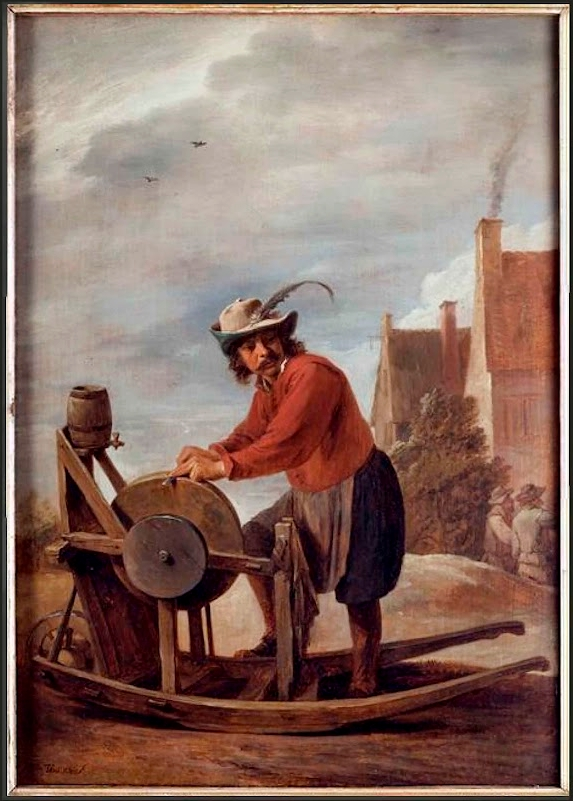
Le tableau du rémouleur de David Teniers le Jeune, musée du Louvre.

### Sources
- Paul Jarry, En marge du vieux Paris, les magasins de nouveautés: Histoire rétrospective et anecdotique

## En savoir plus